# Callionymus delicatulus
Callionymus delicatulus es una especie de peces de la familia Callionymidae en el orden de los Perciformes.

## Distribución geográfica
Se encuentra desde el Mar Rojo hasta las Islas Salomón y República de Palau.